# Matarraña (comarca)
Matarraña is een comarca in het noordoosten van de Spaanse provincie Teruel. Het gebied is genoemd naar de rivier Matarraña. De hoofdstad is Valderrobres, de oppervlakte 933 km² en het heeft 8682 inwoners (2002). Naast Valderrobres telt het gebied diverse andere historische kleine plaatsen, zoals: Calaceite, La Fresneda, Peñarroya de Tastavins, Torre del Compte en Beceite. Westelijk van laatste stad ligt het natuurgebied Puertos de Beceite.
Matarraña is een bergachtig en bebost gebied. Olijfteelt was oorspronkelijk een belangrijke inkomstenbron. Tegenwoordig is er weinig agrarische activiteit. Het huidige Matarraña richt zich sterk op het toerisme, vooral het zogenaamde actief toerisme.
In dit aan Catalonië grenzende deel van Aragón, wordt veel Catalaans gesproken.

## Gemeenten
Arens de Lledó, Beceite, Calaceite, Cretas, Fórnoles, La Fresneda, Fuentespalda, Lledó, Mazaleón, Monroyo, Peñarroya de Tastavins, La Portellada, Ráfales, Torre de Arcas, Torre del Compte, Valdeltormo, Valderrobres en Valjunquera.